# Prostituição em Macau

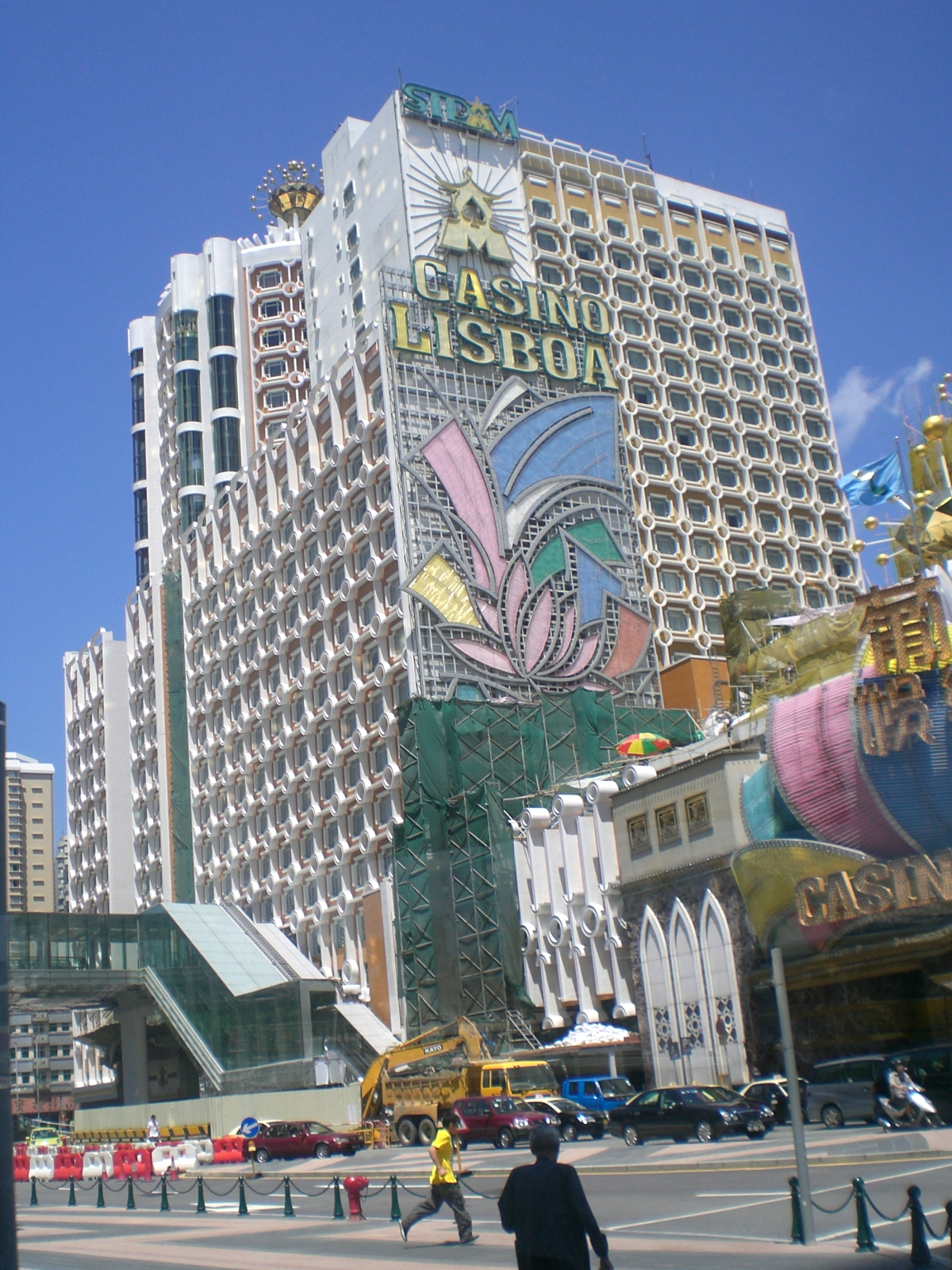
Cassino Lisboa. "Numerosas prostitutas legalmente toleradas, muitas delas residentes no hotel do cassino, circulam pelas áreas públicas do Lisboa."

A prostituição é legal em Macau, ao contrário da China continental, pois a cidade é uma região administrativa especial do país. No entanto, operar um prostíbulo e o proxenetismo são ilegais em Macau, sendo este último punível com pena máxima de oito anos de prisão. A Prostituição de rua é ilegal, mas o trabalho sexual em um Salão de massagens é considerado de fato legal. A cidade possui um grande comércio sexual, apesar de não haver uma zona de meretrício. Além da prostituição de rua, as prostitutas atuam em prédios de aluguel baixo, salões de massagens e bordéis ilegais, além dos cassinos, casas noturnas, saunas e alguns dos maiores hotéis. No entanto, a maioria dos hotéis retira do local pessoas suspeitas de prostituição. Muitas calçadas e passagens subterrâneas da cidade estão repletas de cartões de prostituição deixados pelas prostitutas.
A economia de Macau baseia-se em grande parte no turismo, com significativa contribuição dos cassinos, do tráfico de drogas e da prostituição, o que levou a cidade a ser apelidada de Cidade do Pecado. Como a administração de Macau depende fortemente das receitas provenientes da prostituição e dos jogos de azar, as autoridades tradicionalmente se mostraram relutantes em reduzir o tamanho dessa indústria. Diz-se que esse comércio é controlado por grupos chineses de crime organizado, formados por diferentes gangues de várias províncias da China, um sistema que tem levado a confrontos violentos.

## História
A prostituição foi registrada em Macau durante os séculos XIX e XX. No século XIX, além dos bordéis convencionais, Macau contava com bordéis flutuantes conhecidos como “barcos-flor” que atendiam embarcações estrangeiras. Após 1851, a prostituição passou a ser regulamentada e, na década de 1930, o governo tentou pôr fim à exploração e ao abuso das prostitutas. No final da década de 1930 havia 120 bordéis na cidade com 1500 prostitutas.
Na década de 1990 havia relatos de que membros das tríades chinesas organizavam casamentos de conveniência com prostitutas portuguesas para obter a cidadania portuguesa. No início de 2015, tabloides relataram que populares atrizes de filmes pornográficos japoneses vinham a Macau para trabalhar como prostitutas; seus clientes eram supostamente homens chineses ricos. Uma campanha anticorrupção nacional chinesa subsequente reduziu a publicidade relacionada à prostituição e aumentou o número de inspeções em bordéis ilegais. Alguns bordéis clandestinos foram fechados e mais de 100 pessoas foram presas em conexão com envolvimento criminoso em prostituição em um hotel de Macau.

## Tráfico sexual
Células da China são acusadas de atrair mulheres da China continental para trabalhar como prostitutas em Macau por meio de falsas ofertas de emprego em cassinos, trabalho como dançarinas ou outras formas de ocupação legítima. Também há alegações de que mulheres são traficadas para Macau para fins de prostituição vindas da Mongólia, Rússia, Filipinas, Tailândia, Vietnã, Mianmar, Ásia Central e da África do Sul. Um grupo que trazia prostitutas sul-coreanas para servir homens chineses foi preso em 2015. Segundo a embaixada dos Estados Unidos em Ulaanbaatar, as estimativas de trabalhadoras sexuais mongóis em Macau variam de 200 a 300 mulheres. Macau foi incluído na lista de observação do Departamento de Estado dos EUA para tráfico de pessoas, classificado como Nível 2 (territórios que não cumprem totalmente os padrões mínimos na Lei de Proteção às Vítimas de Tráfico e Violência de 2000 “mas que estão fazendo esforços significativos para entrar em conformidade”). O tráfico de pessoas é ilegal em Macau, com pena máxima de 12 anos de prisão (15 anos se envolver menores).
O Gabinete de Monitoramento e Combate ao Tráfico de Pessoas do Departamento de Estado dos Estados Unidos classifica Macau como território na “Lista de Observação do Nível 2” no Relatório de Tráfico de Pessoas.